# 伊州 (隋朝)
伊州，中国古代的州。
北周时改北荆州为和州，隋朝开皇初年，改为伊州。大业二年（606年）改为汝州，后又改襄城郡。唐朝武德四年（621年），襄城郡改名为伊州。贞观八年（634年），时又改汝州。
伊州刺史
- 张善相（619年）
- 张殷（619年—620年）[1]